# Église Saint-Nicolas d'Enghien
L'église Saint-Nicolas est l'église au centre de la ville d'Enghien dans la province belge du Hainaut. C'est un monument protégé depuis le 22 août 1947.

## Histoire
Vers 1150, un oratoire dépendant de l'évêché de Cambrai se trouve à l'emplacement de l'église actuelle. On y construit dès 1328 un édifice sous le patronat de Saint Nicolas. En 1347, le premier autel de l'église est consacré. Au début du XVe siècle, l'église brûle une première fois. Elle sera reconstruite et affrontera d'autres incendies. 
Durant le XVIIe siècle, Anne de Croÿ fait aménager une chapelle de style Renaissance dédiée à Notre-Dame du Rosaire. Au XVIIIe siècle, la tour et la façade occidentale sont exhaussée au style néogothique.

## Description
Son plan, en croix irrégulière, est composé d'une nef de quatre travées, de trois collatéraux, d'un transept, d'un chœur, d'annexes et d'une tour de croisée. Les chapelles Sainte-Anne et des Fonts se greffent sur le second collatéral sud. Le porche d'entrée, construit entre 1444 et 1459 par Jehan Inglebin, se trouve dans le collatéral nord. Une troisième chapelle, dédiée à Notre-Dame de Messines se trouve au sud-est. 
Dans la tour se trouve un carillon de 51 cloches dont la plus ancienne date de 1566.

### L'intérieur

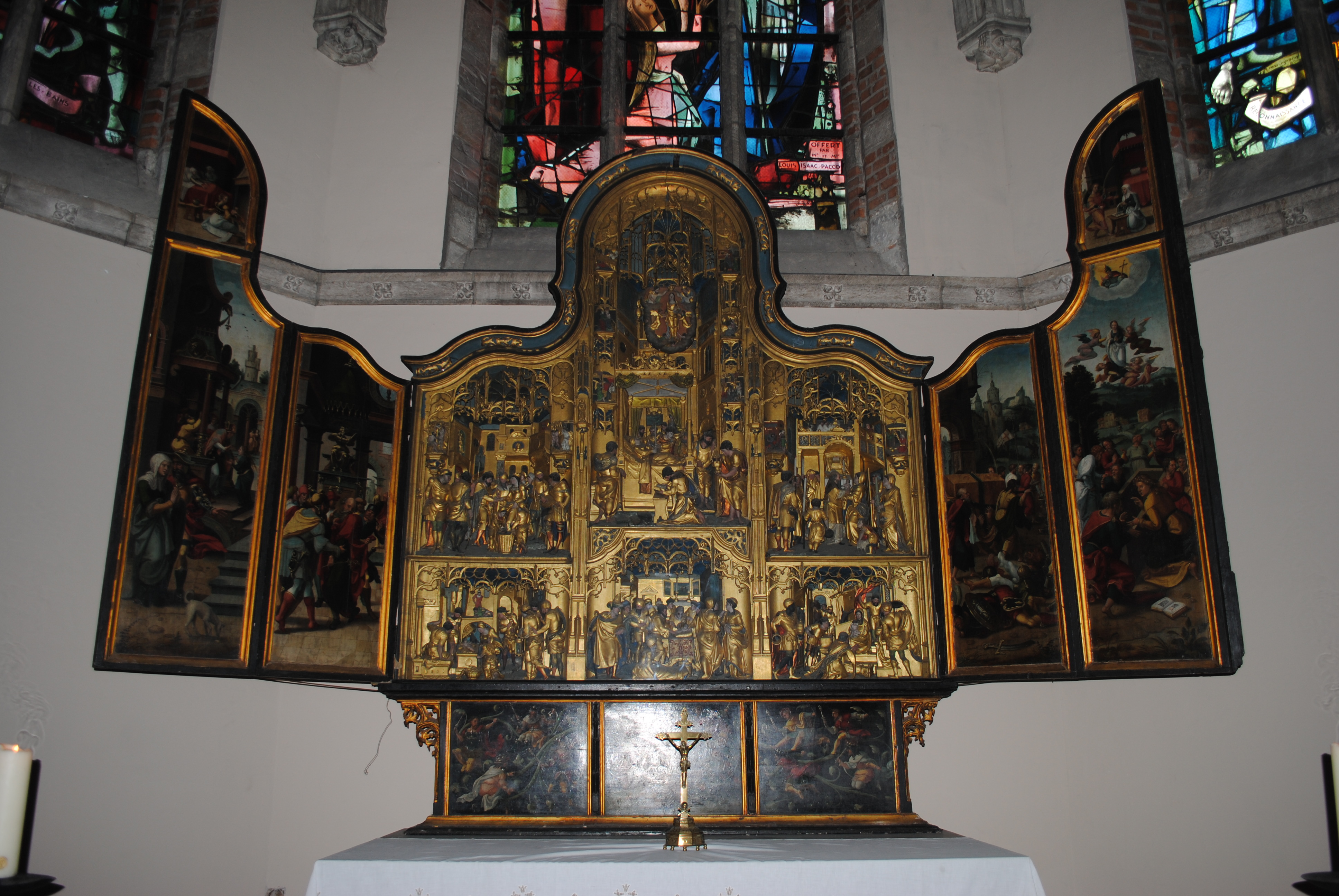
Le retable

Les vitraux représentent, entre autres, le Sacrement du Miracle (des Juifs de Bruxelles perforent une hostie qui commence à saigner).
Un retable datant de 1530 est présent derrière l'autel de la chapelle de Notre Dame de Messines. 

## L'orgue

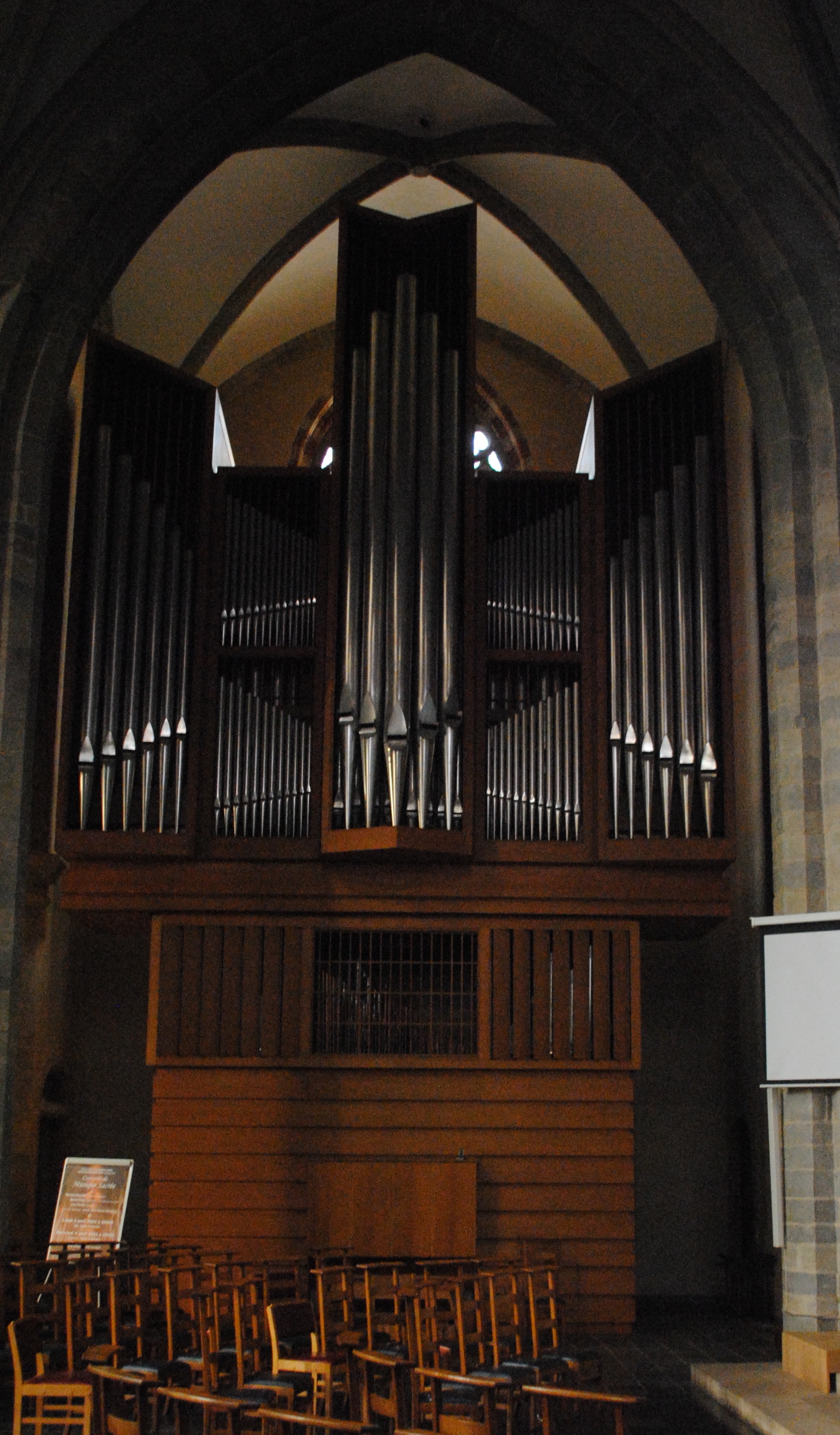
Le nouvel orgue

L'orgue se situe dans le transept. Avant la restauration de 1962-1964, due à l'architecte Simon Brigode, les anciens orgues se trouvaient sur le jubé de l'église.  
L'abbé Émile Debacker a donné un concert d'orgue en cette église le 30 mai 1920. 
Ensuite, après les rénovations, un nouvel orgue de la manufacture Thunus de Malmèdy est installé dans le transept, près du chœur. Cette orgue était accroché au mur du transept jusqu'en 2016. Assez vite cet orgue montre des signes de faiblesses, pour que l'orgue puisse continuer à assurer les offices religieux l'église devait recourir régulièrement aux facteurs d'orgues. Petit à petit l'orgue se dégrade de plus en plus et les facteurs d'orgues ne veulent plus l'entretenir. L'orgue sera démonté en 2016 à la suite de recherches pour l'achat d'un nouvel instrument. Un nouvel orgue sera acquis et mis en place au même endroit en 2017. Ce nouvel orgue provient de l'église protestante de Bielefeld en Allemagne. L'orgue provient du facteur Detlef Kleuker, et date de 1970. 
Le nouvel orgue comprend 47 jeux qui sont répartis sur 3 claviers de 56 notes et 1 pédalier de 30 notes.